# Estado islâmico

Mapa-múndi dos países do mundo islâmico:
Estados islâmicos
Estados confessionais cuja religião oficial é o Islã
Nenhuma declaração constitucional
Estado constitucionalmente laico

Estado islâmico (em árabe: دولة إسلامية; romaniz.: dawlah islāmiyah) é um tipo de governo que se fundamenta na aplicação da lei religiosa islâmica, ou "sharia". Desde o início do Islão que diversos governos foram fundados como islâmicos. Entre os primeiros Estados islâmicos, assinala-se aquele o próprio califado fundado pelo profeta Maomé e os sucessivos governos sob domínio de um califa (ou "sucessor" de Maomé).
No entanto, desde o século XX que o termo "Estado islâmico" apresenta uma conotação específica, e cujo conceito moderno tem vindo a ser articulado e promovido por ideólogos como Abul Ala Maududi, Israr Ahmed,  Ruhollah Khomeini ou Sayyid Qutb. Tal como a anterior noção de califado, o Estado islâmico moderno tem por base a lei islâmica e é moldado de acordo com o governo de Maomé. No entanto, ao contrário dos antigos califados, que eram monarquias déspotas, um Estado islâmico moderno pode incorporar instituições políticas modernas, como a realização de eleições, parlamentos, poder judicial ou soberania popular.
Atualmente, diversos países islâmicos  incorporaram a lei islâmica nos seus sistemas jurídicos, total ou parcialmente. Alguns Estados muçulmanos declaram na constituição o Islamismo enquanto religião de Estado, embora não apliquem a lei islâmica nos tribunais. Os Estados islâmicos que não sejam monarquias são geralmente referidos como repúblicas islâmicas.
Não é obrigatório um Estado Islâmico unificar jurisprudências de processos a revelia da religião dos litigiosos, ter pautas de direita e defender um sectarismo religioso.

## O estado islâmico histórico

### Primeiros governos islâmicos
O primeiro Estado islâmico foi a entidade política estabelecida por Maomé em Medina em 622 d.C., sob a chamada Constituição de Medina. Representava a unidade política da  Ummah  (nação) muçulmana. Foi subsequentemente transformado no califado pelos discípulos de Maomé, que eram conhecidos como os Califas Corretamente Guiados (632-661 DC). O Estado Islâmico expandiu-se significativamente sob o Califado Omíada (661–750 DC) e depois sob  o Califado Abássida (750–1258 DC).

### A essência de governos islâmicos
A essência ou os princípios guiadores de um Governo Islâmico ou Estado Islâmico, é o conceito de Al-Shura. Diferentes estudiosos possuem entendimentos diversos acerca do conceito de Al-Shura. Entretanto, a maioria dos estudiosos islâmicos possuem um entendimento que a Al-Shura Islâmica consiste de:
- Encontros que sigam os ensinamentos do Islã
- Encontros que sigam as diretrizes do Alcorão e da Suna.
- Há um líder eleito para liderar o encontro.
- A discussão deve ser baseada na mushawarah e na mudhakarah.
- Todos os participantes possuem oportunidade de expressarem suas opiniões
- O tópico deve ser de maslahah ammah ou interesse público.
- A voz da maioria é aceita, desde que não viole os ensinamentos do Alcorão e da Suna.

O próprio Maomé respeita a decisão dos membros da Shura. Ele é aquele que possuir a maior noção da Shura, e isso foi ilustrado em um dos muitos eventos históricos, como a Batalha de Azhab (Batalha da Trincheira), onde Maomé deparou-se perante duas decisões: batalhar com os invasores não-muçulmanos fora de Medina, ou esperá-los na cidade. Após o encontro com os sahabas (companheiros do profeta), foi sugerido por Salman, o Persa que os muçulmanos lutassem contra os não-muçulmanos dentro da cidade de Medina, construindo uma vala na periferia norte da cidade de Medina para prevenir de os inimigos adentrarem Medina. Esta ideia, posteriormente, foi apoiada pela maioria dos sahabas e, após, foi aprovada por Maomé.
A razão pela qual Maomé colocou grande ênfase no acordo da Shura é porque a maioria das opiniões dos sahabas é melhor que uma única opinião individual.

### Renascimento e abolição do Califado Otomano
O Sultão Otomano, Selim I (1512-1520) recuperou o título de Califa, que estava em disputa por uma diversidade de governantes e "califas fantasmas" nos séculos do Califado Abássida-Mameluco desde o Cerco de Bagdá e o assassinato do último califa abássida, Almostacim, em Bagdá - Iraque, 1258.
O Califado Otomano como uma parte do Império Otomano foi abolida sob o governo de Mustafa Kemal Atatürk em 1924 como parte das Reformas de Atatürk. Essa decisão foi fortemente protestada na Índia, dado que Mahatma Gandhi e muçulmanos indianos uniram-se sob o simbolismo do Califa Otomano no Movimento "Khilafat" (ou "Califado"), que visava restabelecer o califa deposto por Atatürk. O Movimento Khilafat levantou a resistência política otomana ao Império Britânico, e esta conexão internacional anti-imperialista provou-se uma força galvanizante durante o movimento nacionalista indiano do início do século XX, para hindus e muçulmanos, embora a Índia estivesse longe da sede do Califado Otomano em Istambul. No entanto, o Khilafat teve pouco suporte dos muçulmanos do Oriente-Médio, que preferiam ser nações independentes a estarem sob domínio dos otomanos. No subcontinente indiano, embora Mahatma Gandhi tenha tentado cooptar o Khilafat como um movimento nacional, logou tornou-se uma jihad contra não-muçulmanos, com milhares de mortes na região malabar de Kerala.